# Magdalenengrund
Der Magdalenengrund war in den Jahren 1848 bis 1850 eine eigenständige Gemeinde und ist heute ein Stadtteil Wiens im 6. Wiener Gemeindebezirk, Mariahilf.
Ein Teil dieses Gebiets ist von der Stadt Wien als bauliche Schutzzone definiert.

## Lage
Der Magdalenengrund war eine der kleinsten Vorstädte Wiens und befand sich zwischen dem Wienfluss und der heutigen Kaunitzgasse. Im Westen grenzte er an die Ortschaft Gumpendorf, im Osten an die Laimgrube.

## Namensherkunft und Wappen
Namensgebend für den Magdalenengrund war die bis 1781 auf dem Stephansplatz in der Altstadt neben dem Dom gelegene Maria-Magdalenen-Kapelle (eine Friedhofskapelle; die darunter gelegene Virgilkapelle ist erhalten), deren Bruderschaft Grundeigentümer dieses Areals war. Das Wappen zeigt die kniende heilige Maria Magdalena unter dem gekreuzigten Jesus Christus.

## Geschichte

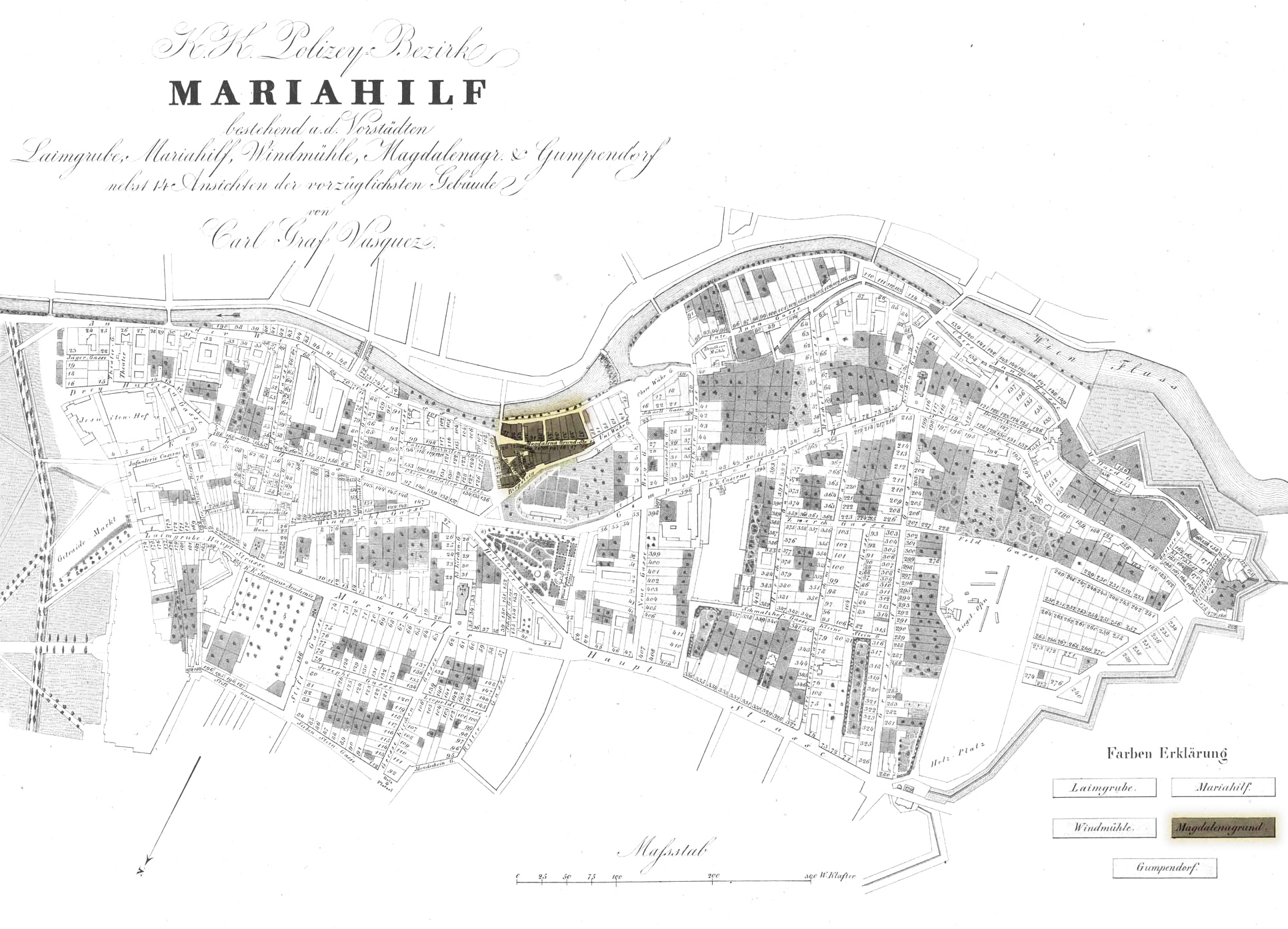
Magdalenengrund um 1830

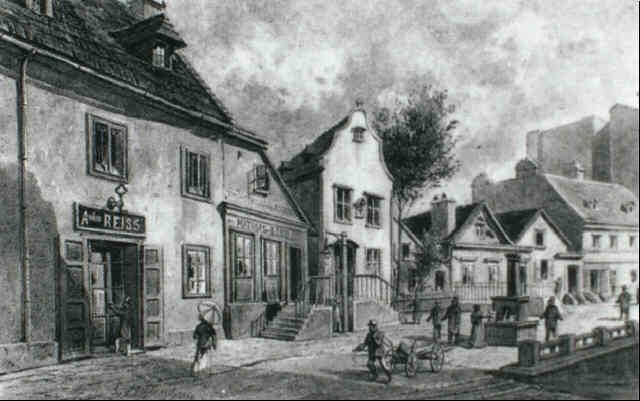
Das Ratzenstadl in Wien (Kaunitzgasse; Carl von Zellenberg, um 1900)

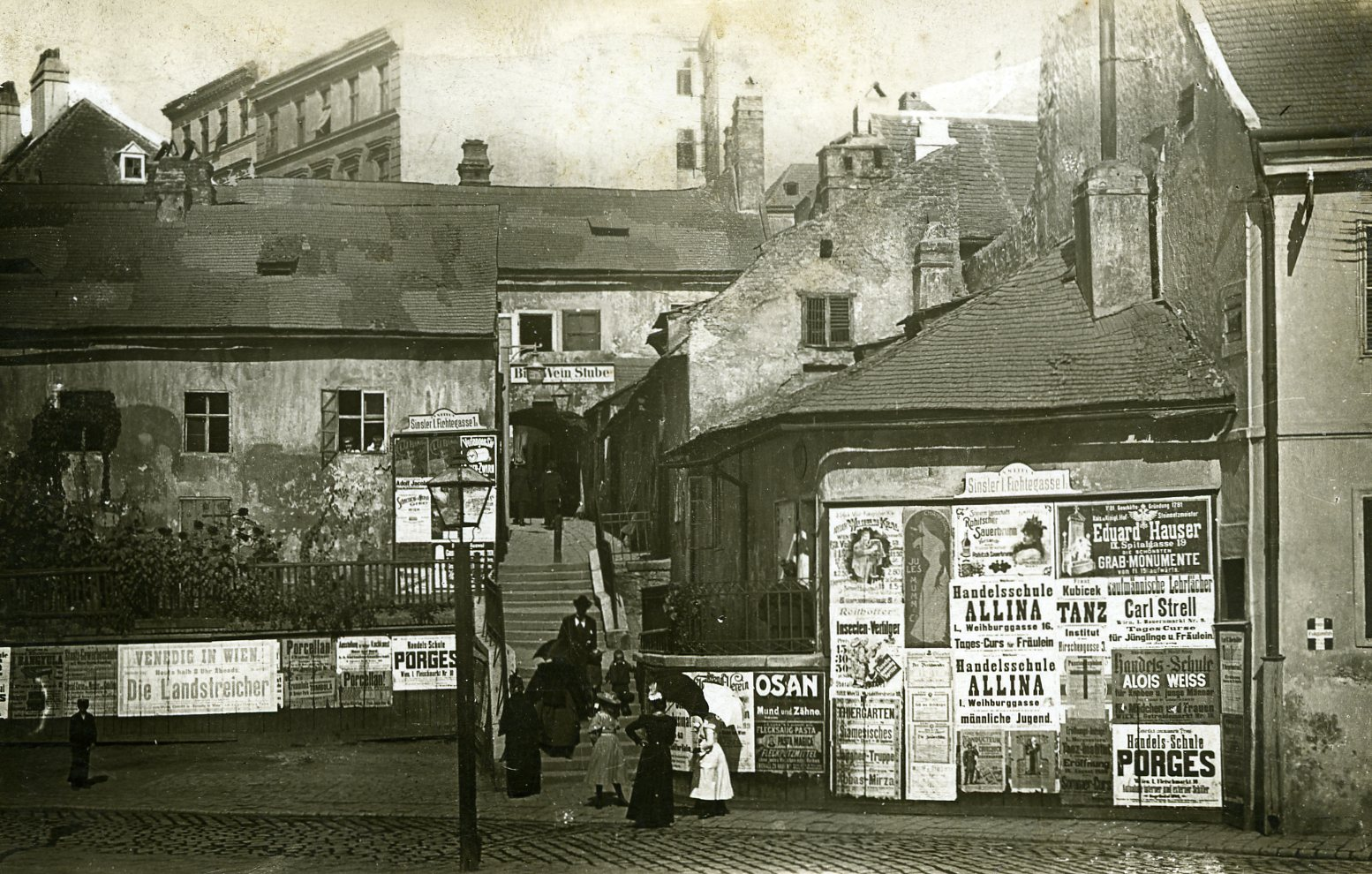
Am Ufer der Wien

Die Siedlung Magdalenengrund entstand erst zu Beginn des 18. Jahrhunderts, bis dahin befanden sich hier vor allem Weingärten. Ursprünglich hieß der Ort Im Saugraben an der Wien auf der Gstätten.
Nach und nach wurden Teile des Gebietes zur Verbauung freigegeben; diese erfolgte nicht zuletzt wegen der Hanglage des Grundes sehr eng und verwinkelt, weshalb die Ortschaft schon bald mit Ungeziefer und einer Rattenplage zu kämpfen hatte. Letztere wurde auch in einer alten Wiener Sage thematisiert: Dem Rattenfänger vom Magdalenengrund liegt ein ähnliches Motiv zu Grunde wie dem Rattenfänger von Hameln.
Der Magdalenengrund trug auch den umgangssprachlichen Namen Ratzenstadl, was möglicherweise auf die Rattenplage zurückzuführen ist (Stadel = Scheune). Der Name könnte sich aber auch auf die serbischen Familien beziehen, die sich im 18. Jahrhundert hier ansiedelten. In offiziellen Unterlagen wurde für Serben der Ausdruck Raizen oder Ratzen verwendet, der Familienname Ratz leitet sich davon ab (im 18. Jahrhundert wurde auch das serbische Viertel der damals habsburgischen Stadt Novi Sad Ratzenstadt genannt). Ein Ferdinand Ratz war es auch, der einst im Magdalenengrund eine Gedenksäule errichten ließ, was ebenfalls zur Namensbildung vom Ratzenstadl beigetragen haben könnte.
1799 wurde der Magdalenengrund von der Gemeinde Wien erworben, die nun bis 1848 die Grundherrschaft ausübte. 1850 wurde er gemeinsam mit den Vorstädten Mariahilf, Windmühle, Gumpendorf und Laimgrube als 5. Bezirk, Mariahilf, eingemeindet. 1861 wurde Mariahilf aufgrund der Teilung Wiedens zum 6. Bezirk, ein Jahr später verlor es die Teile nördlich der Mariahilfer Straße an den 7. Bezirk Neubau.
Zu Beginn des 20. Jahrhunderts wurde mit der Sanierung bzw. Regulierung des Viertels begonnen, nach dem Zweiten Weltkrieg verschwanden schließlich auch die letzten Reste des alten Baubestandes. Noch heute bemerkt man das starke Gefälle dieses Stadtteils, auf das auch der Name Kaunitzbergl im Bereich der Kaunitzgasse zurückzuführen ist.

## Galerie

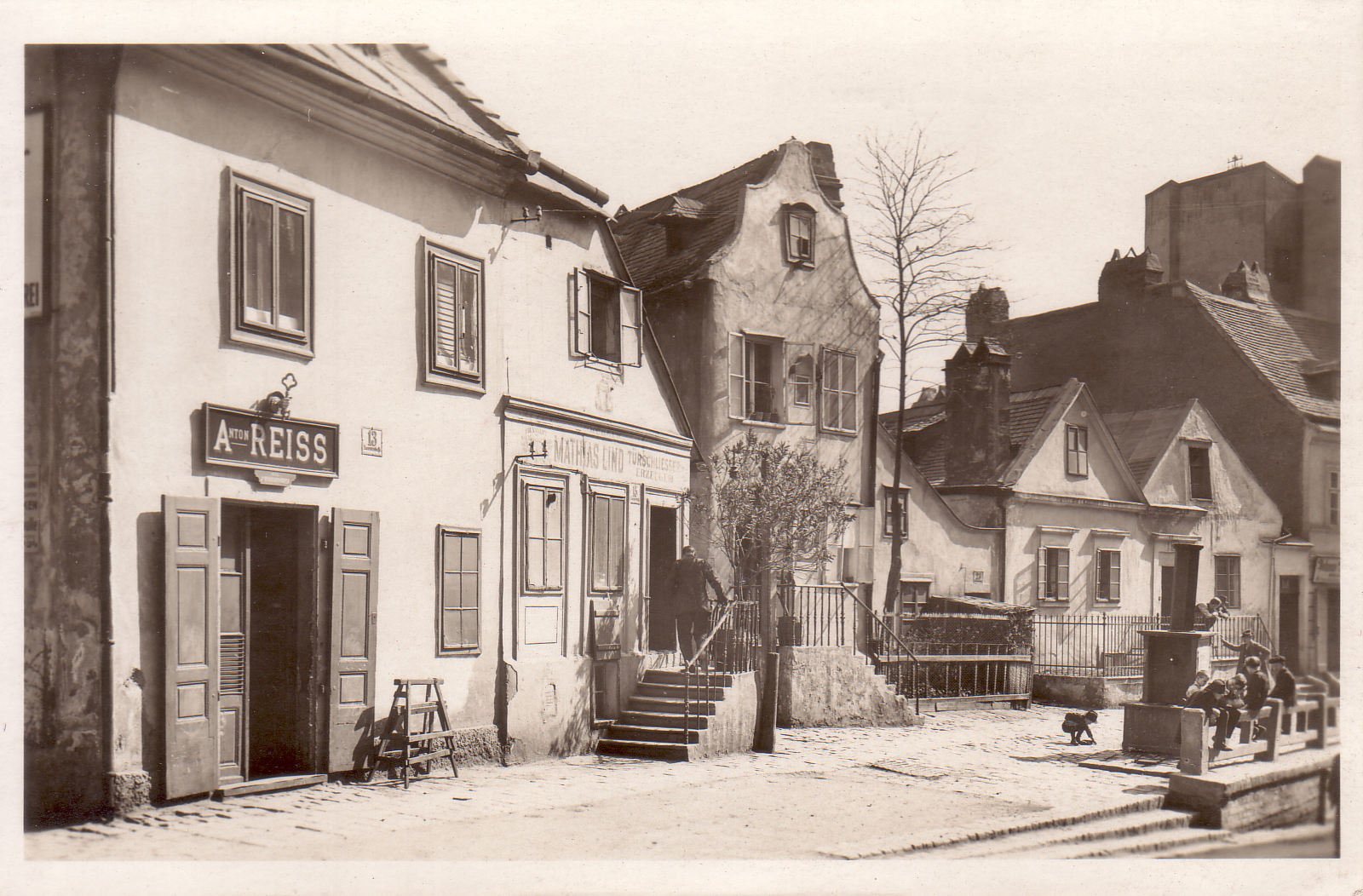
Das bekannteste Foto- und Malermotiv: in der Kaunitzgasse
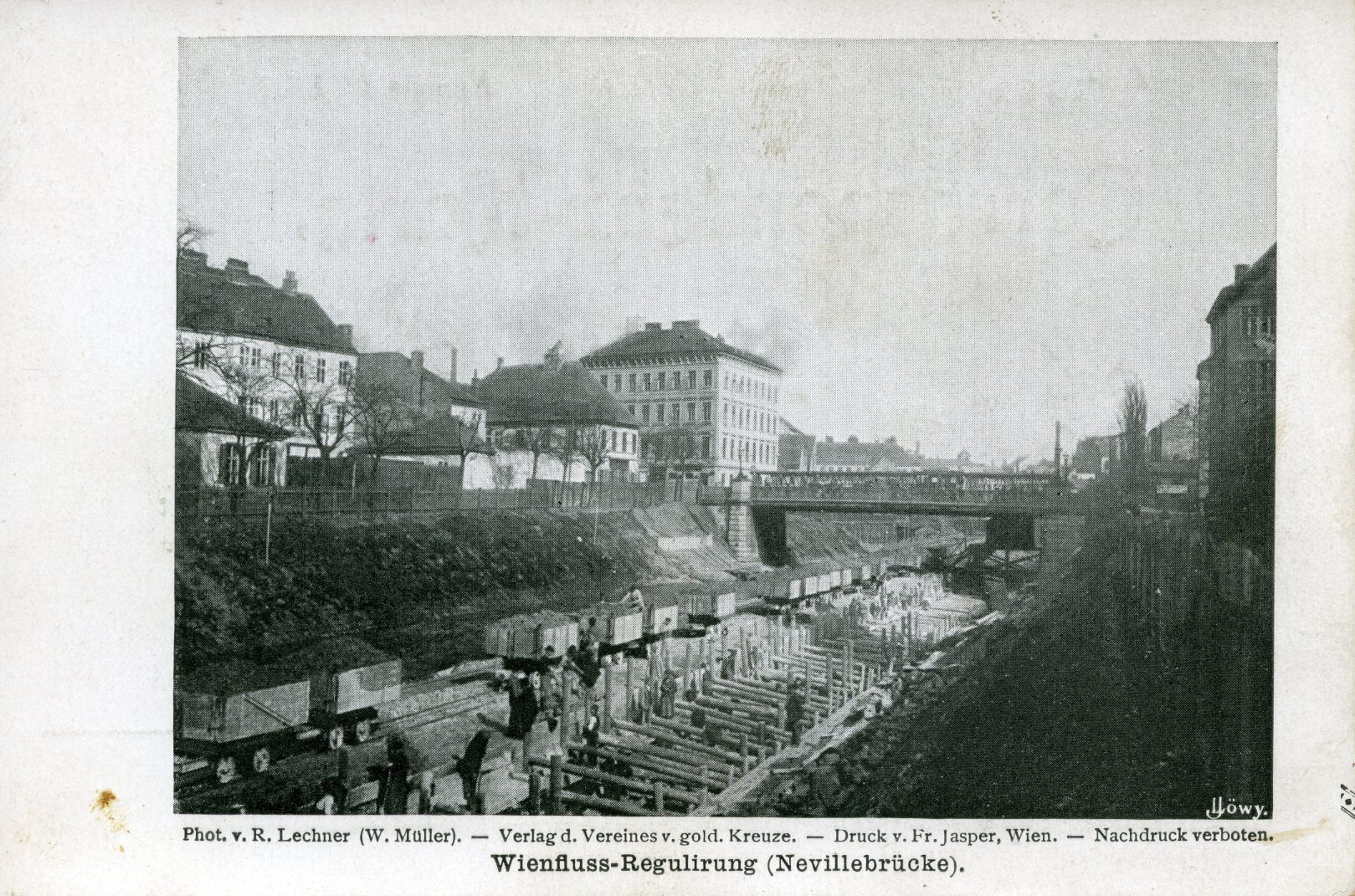
Am Wienfluss während der Regulierung
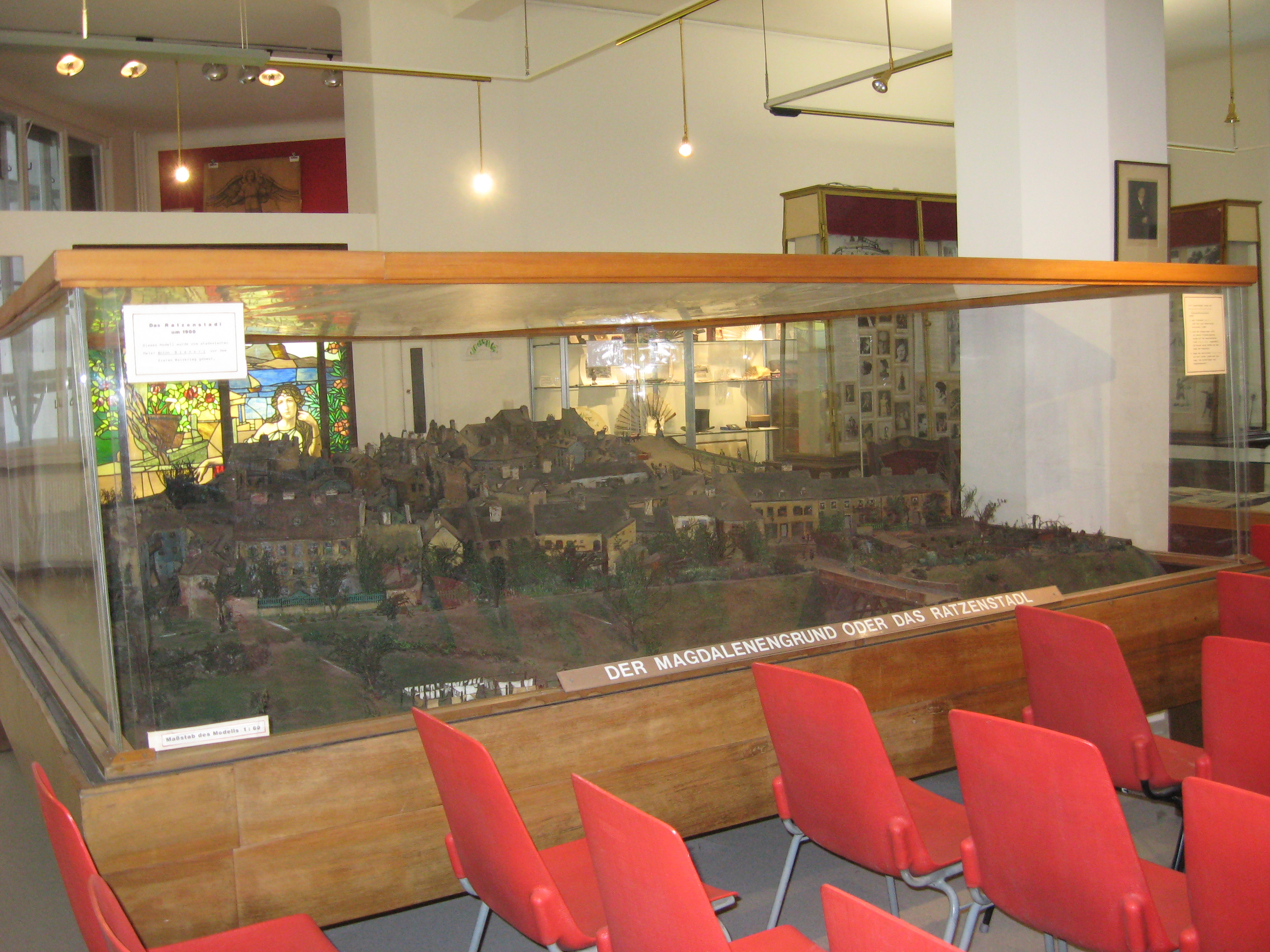
Modell des Magdalenengrunds im Bezirksmuseum Mariahilf (Anton Bienert)
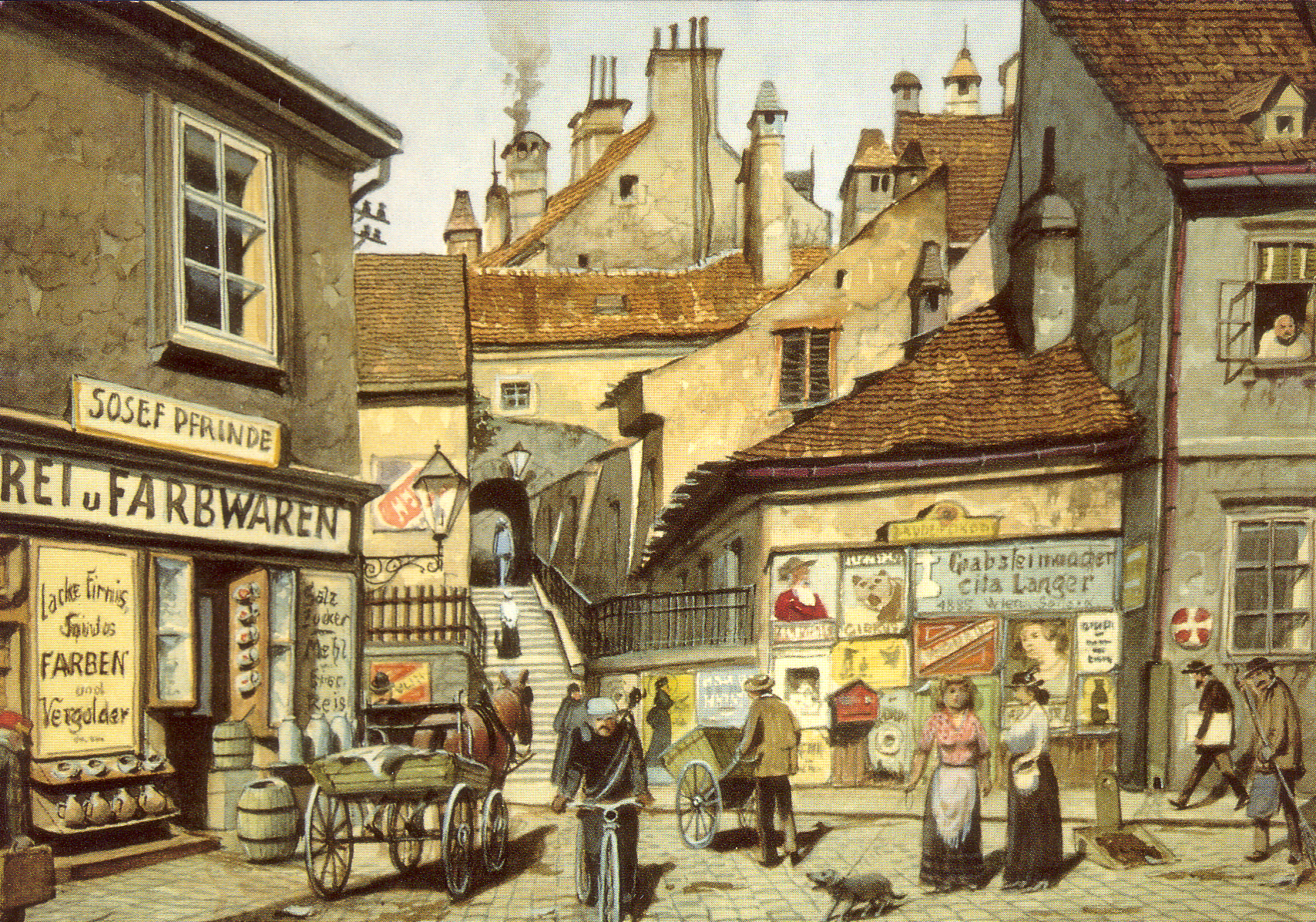
Aus der Ansichtskartensammlung des Bezirksmuseums (Bettlerstiege)